# Nieświadomość zbiorowa
Nieświadomość zbiorowa – strukturalna część ludzkiej psychiki, której istnienia dowodził Carl Gustav Jung. Ma ona zawierać podstawowe wzorce reagowania (instynkty) oraz myślenia, przeżywania i zachowania człowieka (archetypy). Można ją przyrównać do morza, po którym płynie statek świadomego „ja” (ego). Nieświadomość zbiorowa jest fundamentem dla chaotycznej nieświadomości indywidualnej pojedynczego człowieka.

## Pochodzenie
Nieświadomość zbiorowa została ukształtowana w toku ewolucji człowieka pod wpływem powtarzających się przez wiele pokoleń doświadczeń. Odziedziczona po przodkach jako nieświadomość instynktowa i archetypowa wyraża się w mitach, sztuce, ceremoniale religijnym, obyczajach, marzeniach sennych, a także w doświadczeniach granicznych (przeżyciach mistycznych, paranormalnych czy stanach chorobowych wywołanych stymulacją nieświadomości).
Dlatego Jung objaśnia nieświadomość zbiorową jako odpowiednik mitycznej krainy zmarłych, krainy przodków, a świadomy proces rozpoznawania jej głębszych pokładów przyrównuje do mitycznych podróży do krainy cieni.

## Ewolucja
Nieświadomość zbiorowa to archaiczna część psychiki. Według Junga nieświadomość zbiorowa podlega podobnej ewolucji w kolejnych epokach istnienia kultury, jak fazy rozwoju jednostki.

## Badania Junga
Potwierdzeniem istnienia nieświadomości zbiorowej, dla Junga były jego sny z lat 1913 i 1914 przedstawiające powodzie i zlodowacenia w Europie, poprzedzające wybuch pierwszej wojny światowej. Zinterpretował wtedy tę nieświadomość jako źródło snów proroczych.
Dowodami na jej istnienie miały być również jego stany schizofreniczne i depresyjne do 1918, równoczesne (konwergencja) z masowym szaleństwem i powszechnym obłędem – jak określał wojnę.
Jung wskazywał na kundalinijogę, tantrę, lamaizm i jogę taoistyczną jako na ważne źródła dostarczające mu materiałów porównawczych dla interpretacji tej nieświadomości.

## Badania Campbella
Argumentem za istnieniem nieświadomości zbiorowej są badania Josepha Campbella, wybitnego mitografa i antropologa XX wieku. Potwierdził on wspólne cechy mitów i przypowieści w różnych, niezwiązanych ze sobą, kulturach świata. Sceptycy twierdzą, że wspólne cechy mitów mogły wynikać z podobnych problemów, z którymi borykali się pierwotni ludzie w różnych kulturach. Nie znaleziono do tej pory żadnych dowodów neurologicznych na istnienie nieświadomości zbiorowej, ani nie udało się zaprojektować eksperymentu psychologicznego, który by weryfikował jej istnienie.

## Odpowiedniki dalekowschodnie
Odpowiednikom nieświadomości przypisuje się na Wschodzie wszystkie cechy, które dla Zachodu są atrybutami Boga:
- W odniesieniu do filozofii buddyzmu tybetańskiego za odpowiednik europejskiej nieświadomości zbiorowej C.G. Jung uznaje termin ālāyavijñāna, tłumaczony jako "(Jedyny-)Umysł"[9],

charakteryzowany jako wieczny, nieznany, niewidzialny, niedocieczony.
- W odniesieniu do filozofii indyjskiej za odpowiednik europejskiej nieświadomości zbiorowej C.G. Jung uznaje hinduistyczny termin buddhi (czysty intelekt)[11].